# صحة المرأة في إثيوبيا
يمكن تقسيم صحة المرأة في أثيوبيا إلى عدة اقسام وهي الصحة العامة للمرأة والصحة الذهنية لها والممارسات المؤذيه التقليدية والعنف ضد المرأة. أربع وسبعون في المائة من النساء تعرضن الختان، و6 في المائة منهن خيطن المهبل. حوالي 8٪ من جميع الزيجات تحدث بعد الاختطاف.
أكثر أشكال العنف ضد المرأة شيوعًا في إثيوبيا تشمل العنف الجسدي (عنف الشريك الحميم) والعنف الجنسي. أظهرت دراسة أجريت في كوفيلي (منطقة أوروميا، أرسي، إثيوبيا) في عام 2004 أن انتشار العنف الجسدي مدى الحياة بين النساء المتزوجات كان 64٪ و55٪ على التوالي. كشفت دراسة أخرى أجريت في شمال غرب إثيوبيا (مدرسة دابات الثانوية) في عام 2005 أن التحرش الجنسي لوحظ في 44٪ من الطالبات وأن 33.3٪ من الطالبات النشطات جنسياً قد تعرضن للاغتصاب.

## معلومات عامة
اثيوبياهي أقدم دولة مستقلة وثاني أشهر دولة في أفريقيا.
تشير تقديرات تعداد السكان لعام 2007 انه سيكون التعداد 90 مليون نسمة في عام 2015
وتشير أيضا إلى تساوي نسبة النساء والرجال وتمثل المرأة في سن الصحة الانجابيه 23.4% من السكان.وقد انخفض معدل الخصوبة من5.5 في عام2000 إلى 4.1 في عام2014.

## حالة الصحة العامة
متوسط العمر المتوقع للأثيوبي زاد من 45 سنة في عام1990 إلى 64سنة في عام2014 وهو ما يزيد على متوسط عمر الأفريقي (58سنة) لكنه يعتبر أقل من متوسط العمر العالمي (70سنة).

## حالة المرأة
تُشكل المرأة التي في سن الانجاب في اثيوبيا ربع عدد السكان وهو 90 مليون.يعمل حوالي 80% من الأيدي العاملة في الزراعة و84% يعيشون في المناطق الريفية في البلد.يعتبر الفقر أمرا متعدد الابعاد وأثره يختلف على المرأة أو الرجل.تعتبر النساء الريفيات من سن 10 ومافوق ناشطات اقتصاديا وخصوصا في الزراعة.وتساهم المرأة بشكل كبير في اثيوبيا في تطوير الإنتاج الحيواني ولكنهن لا يسيطرون على الدخل بشكل كاف.ووفقا لما ذكره تقرير لجنة الخدمة المدنية الفدرالية في عام 2005 فإنه 33% فقط من الموظفيين المدنيين هم من النساء و98.2% من النساء الموظفات يشغلن مناصب أقل.وعلى المستوى الفدرالي فإن نسبة النساء اللاتي يشغلن مناصب احترافية هي 13% فقط.وعلى عكس ذلك، فإن النساء يتركزن بنسبه64.93% في وظائف قليلة الراتب.كما تشارك النساء في اثيوبيا في وظائف ثلاثة وهي الإنتاج واعادة الإنتاج والواجبات المنزلية.إن متوسط عمل المرأة الريفية هو 15-18 ساعة يوميا في الزراعة أو في الأنشطة المحلية.11% من النساء يتزوجن من رجل لديه أكثر من زوجه و63% من النساء يتزوجن في سن 18 مقارنة بالرجال ونسبتهم 14% فقط.